# Tehuano (Eolionimia)

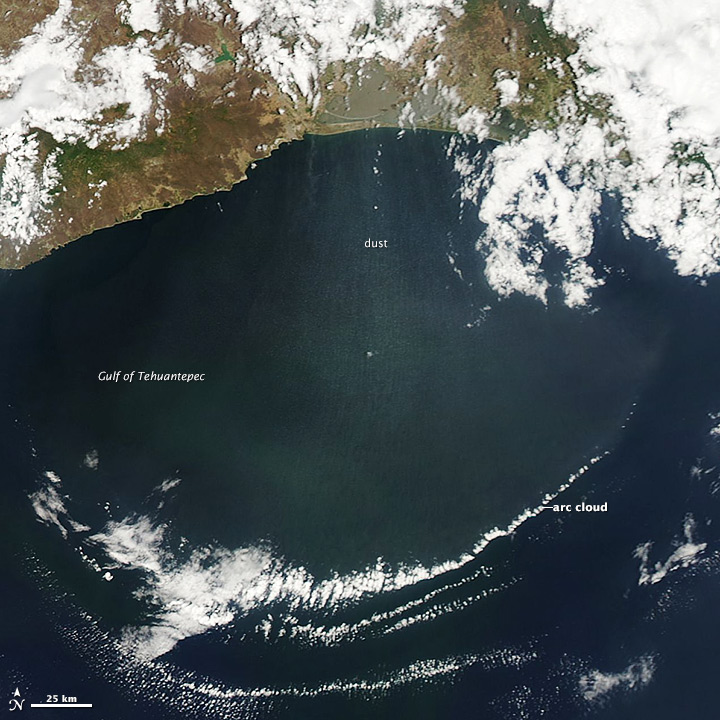
Vista satelital de un Tehuano, evento ocurrido sobre el Istmo y Golfo de Tehuantepec. 13 de abril de 2014.

El Tehuantepecer, o Winds Tehuano, nombrado en menor medida Tehuantepecano— es un violento viento de montaña que viaja a través del paso de Chivela en el sur de México, a través del istmo de Tehuantepec. Es más común entre octubre y febrero, con un mínimo de verano en julio. Se origina en el este de México y la Bahía de Campeche como un viento postfrontal del norte, acelerado hacia el sur por el embalse de aire frío, que cruza el istmo y sopla a través de la brecha entre las montañas mexicanas y guatemaltecas. El término se remonta al menos a 1929. También se conoce como un fuerte viento canalizado que azota estacionalmente al Istmo y Golfo de Tehuantepec en el suroeste de México.

## Eolionimia
El viento toma su nombre de la ciudad de Santo Domingo Tehuantepec, en Oaxaca. A su vez, la palabra Tehuantepec proviene del náhuatl Tecuani: «jaguar» y Tepetl: «cerro», que significa: «Cerro del jaguar», haciendo alusión a que los vendavales que soplan en la ciudad son como los rugidos de un jaguar. Willis Edwin Hurd — de la Sociedad Meteorológica Estadounidense — los nombró tehuanos en un artículo de 1929.
En el habla cotidiana se les conoce también como «Nortes», aunque esto es un confusión, ya que «nortes» es el término que reciben los vientos en el Golfo de México, los cuales producen no solo viento sino también importantes acumulados de lluvia. En Chiapas, la ciudad de Arriaga es conocida popularmente como la «Ciudad de los Vientos» debido a los tehuanos, ya que es la localidad con mayor horas de viento en el estado.

## Climatología

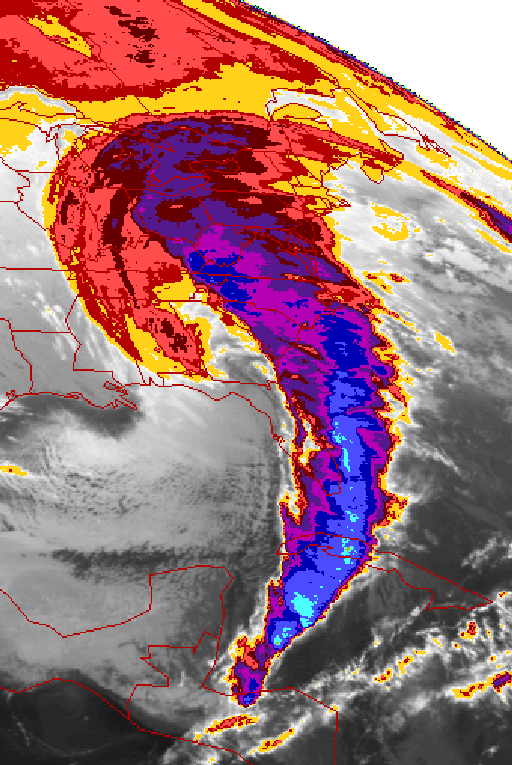
Vista satelital de la «Tormenta del Siglo (1993)» que produjo un Tehuano excepcional. Nótese el alcance del arco formado por las nubes cuerda, el cual alcanzó el litoral guatemalteco. Fecha: 10:01 UTC, 13 de marzo de 1993.

Las masas de aire frío que se desplazan por Norteamérica durante el invierno y a principios de la primavera llegan hasta las montañas de la Sierra Madre Oriental que las detiene y canaliza hacia la costa meridional del Golfo de México —en específico la Bahía de Campeche—, las estribaciones de la sierra dirigen y aceleran el viento hacia el sur, a la parte más angosta de Norteamérica y México: el Paso de Chivela — una cañada entre las montañas de la Sierra Madre del Sur y la Cordillera Centroamericana  que conecta a la llanura costera de golfo y la llanura del Istmo de Tehuantepec — las diferencias de presión entre el aire frío y seco del norte (Océano Atlántico) y el aire cálido y húmedo del sur hacen que los vientos se precipiten hacia el Océano Pacífico por la fuerte gradiente de presión creada a través del mencionado paso. A los vientos del norte que duran más de un día se los nombra como tehuanos. 
Los tehuanos son típicos entre los meses de octubre y febrero, con un mínimo de actividad en el verano boreal, estando principalmente asociados a la temporada de frentes fríos en México. Aunque esto no excluye su ocurrencia en pleno verano, en este caso siendo causados por la extensión hacia el oeste del Anticiclón de Bermudas-Azores. La magnitud del viento es mayor durante los años de El Niño que durante los años de La Niña, debido a una mayor frecuencia de frentes fríos durante los inviernos de El Niño. Los valores típicos que alcanzan los vientos de un tehuano van de los 40 km/h a los 80 km/h; en eventos excepcionales, las rachas de viento han alcanzado los 260 km/h. La dirección del viento es de norte a nordeste. En el borde al final de la influencia de un tehuano se puede formar nubes cuerda en un patrón de abanico sobre el Golfo de Tehuantepec, lo que delimita de manera visible la influencia del viento sobre sus aguas y en las alturas. 
Un Evento de Norte — como se le conoce a los avisos del Servicio Meteorológico Nacional de México (SMN) — puede durar desde horas hasta unos 5 o 7 días. El SMN los clasifica en: 
- Débiles, que van de los 20 a 38 km/h.
- Moderados, que van de los 39 a 61 km/h.
- Fuertes, que van de los 62 a 88 km/h.
- Intensos, que van de los 89 a 117 km/h.
- Severos, que van de los 118 km/h a mayores velocidades.

## Efectos

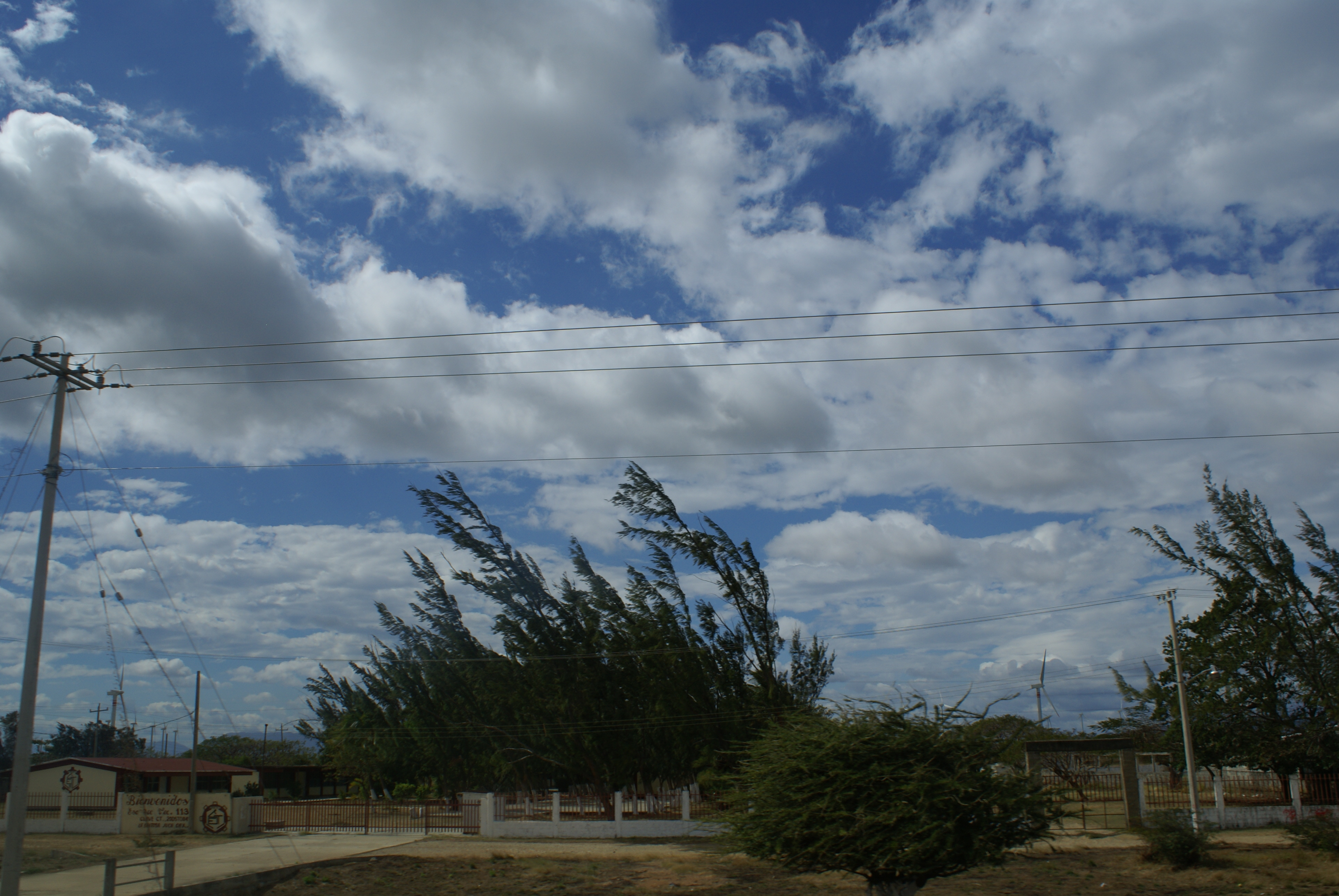
Efectos visibles de un tehuano en los árboles. Nótese el grado de inclinación que alcanzan.

Los tehuanos se pueden sentir hasta 160 kilómetros mar adentro en el Océano Pacífico oriental. Se han registrado vientos sostenidos en el mar de hasta 49.9 m/s con ráfagas de hasta 60.2 m/s, con un evento de viento en febrero de 1974 que llenó de arena al barco que tomó la observación. Los vientos provocan olas que luego se propagan en forma de oleaje y, a veces, se observan a 1 600 kilómetros de distancia (por ejemplo, en las Islas Galápagos). Sus efectos pueden parecer similares a los de un ciclón tropical, aunque el cielo suele estar despejado. El viento de superficie también puede cambiar las corrientes oceánicas locales durante un evento. Estos fuertes vientos hacen que las aguas subterráneas asciendan y enfríen las aguas superficiales del Océano Pacífico oriental hasta 9 °C durante 4 a 7 días.  
Los tehuanos pueden ser clasificados como un viento tipo foehn, ya que las masas de aire frío que impulsan a los frentes fríos descargan su precipitación sobre el barlovento de la Sierra Madre Oriental —principalmente sobre Veracruz y Tabasco—, mientras que el sotavento — la llanura del Istmo de Tehuantepec — recibe un fuerte viento seco que disminuye la humedad relativa y deja cielos despejados a medida que se acerca al litoral del Pacífico. Durante los meses de octubre, noviembre y diciembre, los tehuanos contribuyen a resecar la vegetación. Ya en plena temporada de estiaje las rachas de viento propagan con mayor rapidez los incendios y dificultando la tarea de apagarlos. Durante el periodo de enero a abril, los tehuanos suspenden importantes cantidades de polvo en la atmósfera, un fenómeno observable desde el espacio. Con el inicio de la temporada de siembra, por la mala práctica de agricultura itinerante, que promueven las quemas agrícolas, los vientos de fines de abril y principios mayo transportan ceniza por lo que se les conoce como «ceniceros». 
Los vientos de un tehuano pueden ser extremadamente fuertes, alcanzando una fuerza de huracán en la escala de viento de Beaufort. Las rachas de viento suelen dañar infraestructura: comúnmente desprendimiento de techumbres, o incluso, el derribo de bardas perimetrales de tabique. La mayoría de las afectaciones suceden en el municipio de Juchitán. La Carretera Federal 185: Coatzacoalcos - Salina Cruz está considerada entre las diez carreteras más peligrosas de México —no por los asaltos— sino por la posibilidad de tener un accidente ocasionado por las rachas de viento. Estos peligros se extienden a la Carretera Federal 190: La Ventosa - Tapanatepec. Durante un tehuano activo, la Guardia Nacional Carreteras restringe la circulación a los camiones articulados debido a que incluso cargados con 30 toneladas de peso son susceptibles a una volcadura. Los tramos en donde el viento azota con mayor fuerza son: La Ventosa - La Venta y La Ventosa -  Juchitán. Ahora bien, si las condiciones lo generan, los cierres a la circulación carretera se extienden a los municipios chiapanecos de Arriaga, Tonalá, Pijijiapan y Mapastepec. La Autopista 200-D: Arriaga - Ocozocoautla se torna bastante peligrosa en su dirección Arriaga, ya que sumado a la pendiente de la carretera, la fuerza los vientos acelera aún más los automóviles en la bajada. Los vientos pueden ser lo suficientemente fuertes como un chorro de arena —sandblast— que abrasa la pintura de barcos en el mar.  Las Capitanías de Puerto de Salina Cruz y de Huatulco se encargan de boletinar la suspensión a la navegación para embarcaciones menores por el oleaje elevado que provoca el viento. 
Para los pescadores de la región, los tehuanos pueden ser muy peligrosos, debido al oleaje que generan, así como al hecho de exponerlos a ser impulsados mar adentro si sus embarcaciones sufren algún desperfecto en el motor. Cada año naufragan embarcaciones de Oaxaca y Chiapas en el Golfo de Tehuantepec, ya sea por problemas mecánicos y por el viento mismo que los tomó por sorpresa. Gracias al advenimiento de la tecnología, los trabajadores del mar pueden obtener el pronóstico del tiempo para tomar las debidas precauciones, siendo la más común no ingresar al mar.  
Como un efecto positivo, se puede mencionar que ayudan a refrescar las temperaturas en el Istmo, ya que si bien es cierto que debido al Efecto Föhn el aire que baja del sotavento es más caliente que el aire que asciende del barlovento, este viento aún tiene una menor temperatura que la llanura del istmo.  

## Aprovechamiento
Después de la Patagonia, el Istmo de Tehuantepec tiene el segundo mayor potencial de energía eólica del mundo. Según algunos especialistas, existen más de 4 000 horas de viento útil al año que pueden generar más de 30 000 megavatios de energía.
- Oaxaca: Debido al potencial energético del viento en el Istmo de Tehuantepec se han instalado 22 Parques Eólicos contando con 1 539 aerogeneradores y una capacidad nominal de generación de 2 317.42 MW. Distribuidos en los siguientes municipios:
  - Juchitán: La Venta, La Venta II, Parques Éólicos de México I (Ventosa I), Eurus, Oaxaca III, Fuerza eólica del Istmo (Fase II), BII STINÚ,  BII XIOXO.
  - Juchitán - Asunción Ixtaltepec: La Mata – La Ventosa.
  - Juchitán - Santo Domingo Ingenio: Oaxaca IV.
  - Asunción Ixtaltepec: Sureste I (Fase II).
  - El Espinal: BII NEE STIPA,  Fuerza eólica del Istmo, BII NEE STIPA II (Fase II).
  - Santo Domingo Ingenio: Oaxaca I, Oaxaca II, BII NEE STIPA (FASE I), La Venta III, Zopilapan, Ingenio (Ampliación del Parque Eurus).
  - Unión Hidalgo: Piedra Larga (Fase I), Piedra larga (Fase II).
- Chiapas: 1 Parque Eólico.
  - Arriaga. 16 Aerogeneradores. Capacidad nominal de generación 28 800 kW.

## En la cultura popular
- En Chiapas, a los habitantes oriundos de Arriaga se les conoce como «come tierra» —no siendo esto un insulto o un peyorativo— sino una forma burlona de hacer notar las vicisitudes de vivir en un lugar tan ventoso,